# Torneo San Sebastián
El Torneo Internacional de San Sebastián 1923 fue la cuarta edición de esta copa, en donde jugaron equipos como el Sampierdarenese debido a que logró el subcampeonato italiano y dado esto fue invitado a participar al primer campeonato oficial e internacional.

## Equipos participantes
| País           | Equipo                      | Clasificación                                     |
| -------------- | --------------------------- | ------------------------------------------------- |
| Italia 1 cupo  | Sampierdarenese             | Subcampeón del Campeonato Italiano 1921-1922      |
| España 1 cupo  | Real Sociedad               | Semifinal de la Copa Española 1923                |
| España 1 cupo  | Sevilla F.C                 | Campeón del Copa de Andalucía 1922                |
| Bélgica 1 cupo | Royale Union Saint-Gilloise | Subcampeón de la Primera División de Bélgica 1922 |

## Desarrollo
La fase final se jugó entre el 19 y 21 de mayo de 1923.
|  | Semifinales                       | Semifinales     |   |  | Final                             | Final |  |
|  |                                   |                 |   |  |                                   |       |  |
|  |                                   |                 |   |  |                                   |       |  |
|  | Real Sociedad, 19 de mayo de 1923 |                 |   |  |                                   |       |  |
|  | Real Sociedad                     | 2               |   |  |                                   |       |  |
|  | Sevilla F.C                       | 1               |   |  |                                   |       |  |
|  |                                   |                 |   |  |                                   |       |  |
|  |                                   |                 |   |  | Real Sociedad, 21 de mayo de 1923 |       |  |
|  |                                   |                 |   |  | Real Sociedad                     | 5     |  |
|  |                                   | Sampierdarenese | 0 |  |                                   |       |  |
|  |                                   |                 |   |  |                                   |       |  |
|  |                                   |                 |   |  |                                   |       |  |
|  |                                   |                 |   |  | Tercer lugar                      |       |  |
|  | Real Sociedad, 19 de mayo de 1923 |                 |   |  |                                   |       |  |
|  | Sampierdarenese                   | 1               |   |  |                                   |       |  |
|  | Royale Union Saint-Gilloise       | 0               |   |  |                                   |       |  |

Tercer lugar [May 21]
Sevilla FC	1-1 Union Saint Gilloise 

## Fuente
http://www.rsssf.com/tabless/sanseb-inttourn.html
- Datos: Q16641307